# Calle Marqués de San Nicolás
La calle Marqués de San Nicolás, o como se le conoce popularmente, la calle Mayor, es una de las calles del casco antiguo de Logroño (La Rioja, España), una de las principales arterias de la ciudad antes de su expansión a mediados del siglo XX. Debe su actual denominación al cuarto marqués de San Nicolás, Diego de Francia y Allende-Salazar (1824-1903), quien fue alcalde de Logroño en tres ocasiones: 1865-68, 1875-81 y 1891-95.

## Situación
Se encuentra situada en la parte norte de la ciudad, paralela al río Ebro. Nace cerca de la confluencia con el puente de Piedra, en la avenida de Viana, y recorre todo el casco antigo logroñés hasta llegar a la calle Once de Junio, donde está situada la muralla del Revellín.

## Historia
La calle Mayor, como se la conocía antes de la actual denominación, y como popularmente se la sigue nombrando, ha sido durante siglos la principal arteria de la ciudad.  Sin embargo, y a pesar de su importancia, la calle Marqués de San Nicolás no tuvo salida a la calle Once de Junio hasta 1891, cuando fueron destruidos los 126 metros cuadrados de muralla que precisamente existían en ese lugar.

## Edificios singulares

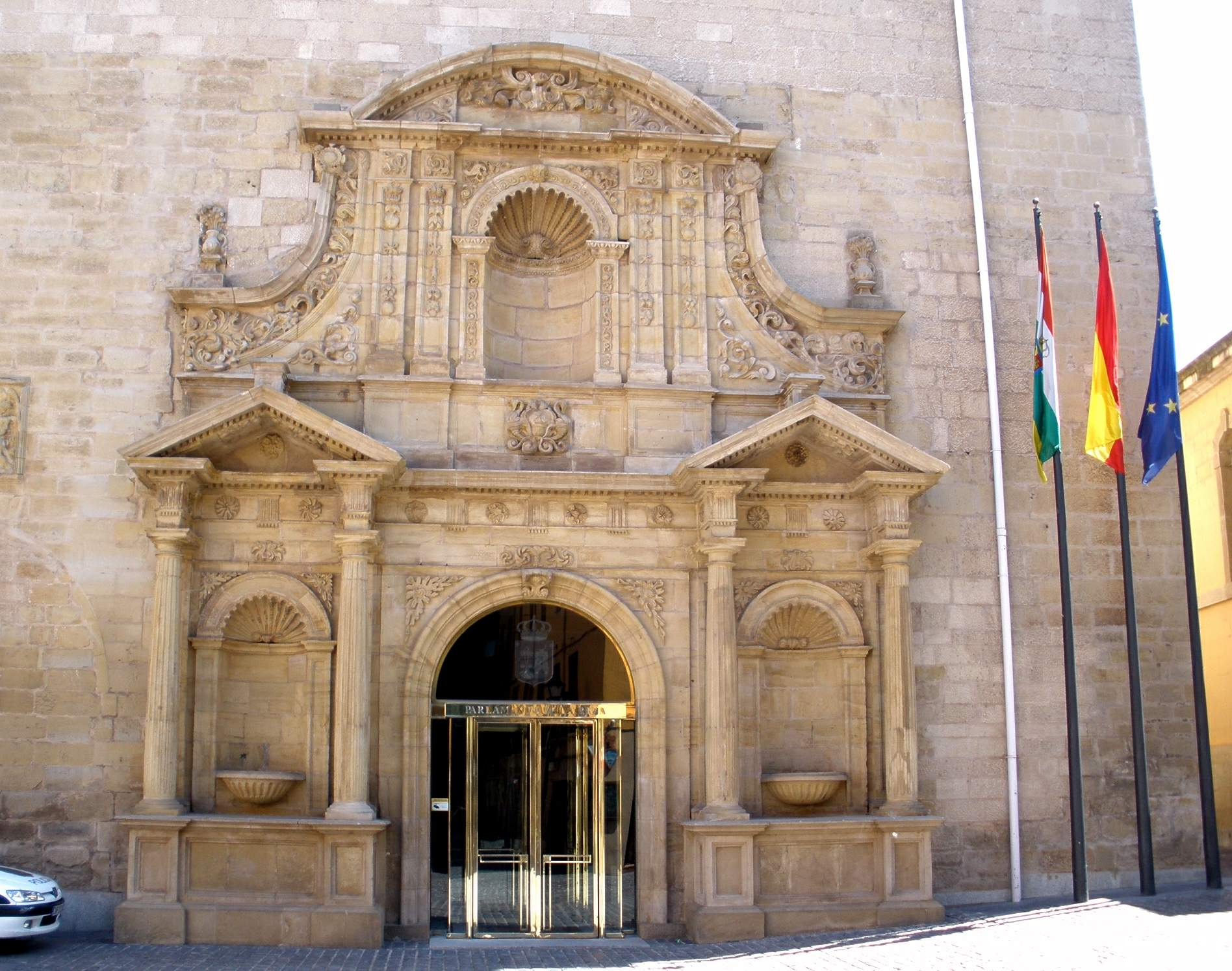
Sede del Parlamento de La Rioja, antiguo Convento de la Merced.

- Convento de la Merced. Situado casi al final de la calle, el antiguo convento fue a finales del siglo XIX sede de la Fábrica de Tabacos, y hoy en día alberga la biblioteca municipal, el Parlamento de La Rioja y la sala de exposiciones Amós Salvador.[2]
- Iglesia de Santa María de Palacio que debe su nombre a la donación que realizó Alfonso VII de su palacio en 1130 para que se erigiera la primera fundación de la orden del Santo Sepulcro en el Reino de Castilla. Gracias a dicho soberano la iglesia ostenta también el título de imperial.[3]